# Поповићи (Вранић)
Поповићи из Вранића су породица Павла Поповића члана Правитељствујушчег совјета за београдску нахију (од 1805) и члана Великог земаљског суда (Врховног суда) од 1811, каваљера руског ордена Свете Ане 2. степена.

### Порекло
Средином 18. века су из Црне Горе (Старе Херцеговине) у Вранић дошли Тодор и Милица Поповић, са четири сина и синовцем. Њихови синови Димитрије и Атанасије су били свештеници, а Јован, звани Јоза, био је старешина задруге Поповића. Павле је био управ „рођен“ за народне послове, како је рекао Петар Јозић Милану Ђ. Милићевићу: „Војник и саветник како ваља“.

### Тодор Поповић
Средином 18. века у Вранић су дошли Тодор и Милица Поповић, са четири сина и синовцем.

### О. Димитрије Т. Поповић
О. Димитрије Т. Поповић, син Тодора Поповића, свештеник. 

### О. Атанасије Т. Поповић
О. Атанасије Т. Поповић, син Тодора Поповића, свештеник.

### Павле Поповић
Павле Поповић био је члан Правитељствујушчег совјета за београдску нахију од 1805. године. Рођен је у Вранићу, где је био сеоски кнез (кмет), учествовао је у борбама против јаничара, које је водила турска управа у београдском пашалуку око 1800. године. Од 1804. учествује у борбама, а од 1805. је члан Правитељствујушчег совјета за београдску нахију и члан Великог земаљског суда (Врховног суда) од 1811. Када и остали чланови Правитељствујушчег совјета и Павле Поповић је 1811. добио од руског цара Александра орден Свете Ане 2. степена, који је у то време подразумевао руско наследно дворјанство и бесплатно школовање за децу у руским војним (кадетским) школама. Павле Поповић је заједно са својим братанцем Лазаром Поповићем прешао у Срем 1813, у Железник, где је боравио до 1815, када је прешао у Србију и придружио се књазу Милошу, који га исте године, након постигнутог примирја, одређује за једног од два ротирајућа предстаника при турском главном штабу на Врачару.

### Лазар Поповић
Лазар Поповић, братанац Павла Поповића, чиновник, био је познат у Београду под надимком „писар Лаза“, јер је 1815. по наређењу књаз Милоша био писар на Врачару у српском представништву код помоћника турског везира који је са војском био стациониран на простору данашње Народне Скупштине. Један од два стална представника био је стриц Лазара Поповића Павле Поповић. Лазар Поповић је оставио мемоаре који су објављени.

### Сретен Л. Поповић
Сретен Л. Поповић (1820-1890), син Лазара Поповића и унук Павла Поповића, председник Апелационог суда, члан Касационог (Врховног) суда Србије, био је и лични секретар кнегиње Љубице и секретар Томе Вучића Перишића. Рођен је био у Београду 1820. године, кум на крштењу био је књаз Милош. Основну школу и гимназију завршио је у Београду, био је члан позоришне трупе Јоакима Вујића у Крагујевцу.
Сретен Л. Поповић је објавио књигу Путовање по новој Србији (1879), у којој има драгоцене грађе за српску историју, географију и етнологију..
Сретен Лазаревић је истраживао податке у вези са тачним местом где су биле спаљене мошти Светог Саве на Врачару и чврсто је заступао гледиште да су мошти спаљене на узвисини на Ташмајдану. Под Врачарем се тада подразумевао знатно шири простор од данашње општине.
Сретен Л. Поповић био је ожењен Драгом Ковановић из породице Баба-Дудић, кћерком Милана Ковановића, члана Касационог (врховног) суда и Христине Ковановић, рођ. Јовановић, Баба-Дудина кћерка. Нису имали деце Драга Поповић, рођ. Ковановић имала је једног брата и шест сестара.

### Занимљивости
Павле Поповић који је као сеоски кнез Вранића добро познавао дахију Аганлију и његову породицу, приликом заузимања Београда 1806, „на веру“ је извео из града Аганлијину хануму (прву жену) Рунишу, која се после покрстила и као Љубица удала за Стефана Живковића, богатог и утицајног пословног човека, члана више српских дипломатских мисија.